# Cresson (Pennsylvania)
Cresson  è un comune (borough) degli Stati Uniti d'America, nella contea di Cambria nello stato della Pennsylvania. Secondo il censimento del 2010 la popolazione è di 1.711 abitanti.

## Società

### Evoluzione demografica
La composizione etnica vede una maggioranza di quella bianca (98,8%), seguita dagli asiatici (0,4%) dati del 2010.
| borough di Cresson Popolazione |       |
| 2000                           | 1.631 |
| 2010                           | 1.711 |